# Monica Hedenbro
Monica Hedenbro, född 1951 och uppvuxen i Karlskrona och disputerade 2006  i barnpsykiatri vid Karolinska Institutet 2006 med avhandlingen The family triad : the interaction between the child, its mother, and father from birth to the age of 4 years old. Hennes område är hur barnets interaktion med sina föräldrar påverkar barnets senare utveckling och hon är internationellt känd genom sin forskning och sitt kliniska arbete.
Hedenbro utbildade sig först till socionom i Lund men kom redan på 70-talet att påbörja sin utbildning till psykoterapeut. Hon fick sin legitimation i psykoterapi 1988 och hade då också redan utbildat sig i familjeterapi både i England vid Tavistock Institute(en) och i USA, Philadelphia Child Guidance Center. Det internationella intresset och arbetet har varit en viktig del i hennes arbete och har inneburit arbete inte bara i de närmaste grannländerna och Europa och USA men också i Ryssland och Irak.
Redan 1986 började hon arbeta med egen verksamhet som kom att inrikta sig både mot behandling och terapi men framförallt har hon varit verksam som handledare, utbildare och föreläsare inom området barn och familj och deras samspel och relationer. Hon har specialistutbildat sig i barnets tidiga utveckling och tillsammans med Ingegerd Wirtberg utvecklat Marte meo-metoden(no). Under en period arbetade hon också som lektor i psykologi vid Ersta Sköndal Bräcke högskola. Hedenbro har skrivit böcker samt producerat filmer om barns utveckling och relationer.
Forskningsarbetet som skedde i ett internationellt sammanhang fokuserade på hur man med hjälp av att video filma kan se små mikrosignaler och beteenden i barnets samspel som blir till hjälp för att stödja barnets utveckling och psykiska välbefinnande. Hedenbros forskningsarbete har lett till utveckling av metodik som används i det kliniska arbetet inte bara inom barnpsykiatrin utan också i familjehemsplaceringar och när ett adoptivbarn kommer till sin familj i Sverige.